# Chliaria watsoni
Chliaria watsoni är en fjärilsart som beskrevs av Swinhoe 1911. Chliaria watsoni ingår i släktet Chliaria och familjen juvelvingar. Inga underarter finns listade i Catalogue of Life.